# Edern
Edern (tiếng Breton: Edern) là một xã của tỉnh Finistère, thuộc vùng Bretagne, miền tây bắc Pháp.

## Dân số
Người dân ở Edern được gọi là Édernois.